# Jackson megye (Ohio)
Jackson megye az Amerikai Egyesült Államokban, azon belül Ohio államban található. Megyeszékhelye és legnagyobb városa Jackson. Lakosainak száma 32 653 fő (2020. április 1.). Jackson megye Vinton, Lawrence, Gallia, Scioto, Pike és Ross megyékkel határos.

## Népesség
A megye népességének változása:
| Lakosok száma | 33 241 | 33 130 | 32 902 | 32 783 | 32 596 | 32 653 |
|               | 2010   | 2011   | 2012   | 2013   | 2015   | 2020   |